# ارنستو کالیندری
ارنستو کالیندری (انگلیسی: Ernesto Calindri؛ ۵ فوریهٔ ۱۹۰۹ – ۹ ژوئن ۱۹۹۹) هنرپیشه سینما و تئاتر اهل ایتالیا بود.
از فیلم‌های او می‌توان به ببر هفت دریا اشاره کرد.